# Foase

Foase (alternativt Ofoase, Afoasi eller Ofuase) är en ort i södra Ghana. Den är huvudort för distriktet Atwima Kwanwoma, och folkmängden uppgick till 4 323 invånare vid folkräkningen 2010.